# Rapanea acrantha
Rapanea acrantha là một loài thực vật có hoa trong họ Anh thảo. Loài này được (Krug & Urb.) Mez miêu tả khoa học đầu tiên năm 1901.